# 警察手帳
警察手帳（けいさつてちょう）は、警察官、皇宮護衛官および警察職員たる交通巡視員、少年補導員に装備品として貸与される手帳である（警察手帳規則（昭和29年国家公安委員会規則第4号）、以下単に「規則」）。身分を証明するものとして使用される。少年補導員に関しては西日本地区の警察本部（岡山県警察・奈良県警察など）においては交通巡視員に準じて少年補導員にも身分を証明するものとして使用される。
手帳と呼称されるが、2002年（平成14年）10月1日の規格変更以降は、手帳機能を持たずに身分証明書機能のみを有する。

## 機能
警察手帳は、証票、記章およびそれを保護している本革部分の総称である。証票は身分証明書の機能があり、記章は一目で警察官などであることを示す機能があり、本革部分は証票および記章を保護する機能がある。
警察手帳は、警察官に採用され、警察学校に入校した時点で手錠と共に、司法警察職員の象徴として貸与され、その身分を証明する役割を果たす。退職時には、ただちに、これを返納する義務を負う。
警察手帳は、警察法第68条1項および同施行令第9条1項で警察官に貸与することが定められ、その制式と取扱いは前述「規則」で定められている。同規則によれば、警察手帳は取扱いを慎重にし、特に指定がなければ常時携帯義務が課され、これは私服の刑事も例外ではない。着ている衣服に紛失防止紐で常に繋いでおかなければならない。また、司法警察職員としての職務を行うに当たり、警察官、皇宮護衛官又は交通巡視員である事を示す必要があるときは、証票及び記章を呈示しなければならない（警察手帳規則第5条）。
紛失は大問題になる事や、勤務時間外の私用でありながら捜査活動中を装って、警察手帳を提示し、有料施設内や鉄道の料金・運賃などを不正に免れる事例を防ぐため、普通は勤務中のみの携帯で、職務時間外は所属庁（勤務している警察本部や所轄の警察署）に戻す規則が定められている。出勤時に装備管理部門から受け取り、退勤時に返す。どの手帳が誰の携行品か分からなくなるので、個々人の名刺を上に乗せ、紛失防止紐で巻いて留めるため、名刺を最低1枚は手帳内に常備しておく決まりである。
例外として、警視庁・千葉県警察で2006年（平成18年）8月から、兵庫県警察で2008年（平成20年）3月から、勤務時間外（通勤中など）で法律の執行を要する事態に遭遇した場合に備え、自分の責任で厳重に管理する（鞄やバッグに入れたりせず身に着ける）ことを条件に、勤務時間中・時間外を問わず、手帳の携帯が常時認められることになった。

## 形状

### 前史
日本で警察手帳の制度が出来たのは1875年（明治8年）3月7日に公布した行政警察規則（明治8年太政官第29号達）であるがその規格については庁府県で統一されておらず、他の庁府県において捜査活動等に支障が生じた。そこで内務省は1935年（昭和10年）11月26日に警察手帳規程（昭和10年内務省訓令第922号）を制定し全国統一が計られた。

### 旧規格手帳
新規則により様式が全国統一された警察手帳は、従来、その名の通り手帳の形状をして実際に手帳として書き込みが出来るようになっていた。表紙には旭日章と、その下にその警察官の所属する警察組織の名称（警察庁、都道府県警察名）が共に金箔捺しで記されており、保護の為に透明エナメル塗料で表面処理がされていた。表紙を捲った1ページ目に無帽・両襟の階級章が見える冬制服姿の被貸与者写真が貼られ、写真と台紙に跨るように、規定の浮き出し印（エンボス印）が捺され、氏名、「警視庁警部補」などというように階級、所属庁（警察庁（皇宮護衛官の場合はたとえば「皇宮警部補」）、警視庁または道府県警察本部のこと）、職員番号が記されていたここから数ページを「恒久用紙」と言っていた。恒久用紙の他は普通のメモ帳が装填されていた。
規則第5条で手帳を開いて身分証明書を提示する事が義務づけられていた。ただ現実には、表紙の旭日章と警察名を見せるだけで身分証提示が為されない事が多く、旧規格手帳の時代を描いたテレビドラマや日本映画でも単に表紙を提示するだけで身分を示しているシーンが多かった。このため身分証明書を提示しないと警察官であることが証明できない現行規格へのデザイン変更に至る。
ちなみに、ドラマや映画の小道具では、表紙に旭日章（または類似した架空の記章）と警察名ではなく「警察手帳」の文字が書かれたものが多く使用されていた。これは警察関係者に偽造・模造と判断されるような衝突を避ける、盗難悪用を防ぐ、劇中で登場する警察官の所属に関わらず1種類で済ませるなどの理由で作られた架空のもので、このような装丁は実在しない。

### 現行規格手帳

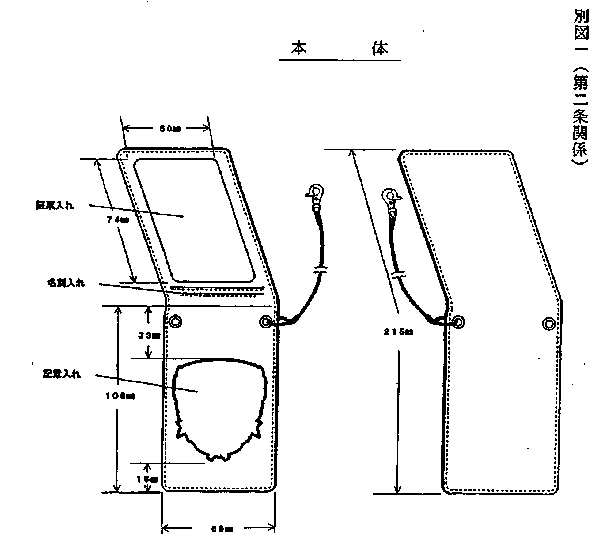
新デザイン警察手帳の形状（警察手帳規則・別図1より）

2000年（平成12年）3月、当時続発していた警察不祥事への対策を練るため、警察刷新会議が設置された。同年7月に同会議が発表した緊急提言において、警察官の「匿名性」が問題視され、警察官の責任所在の明確化を求められた。この提言を受け、名札による個人認識番号の明示と共に、警察官の身分証たる警察手帳のデザイン変更が検討され、2002年（平成14年）10月1日から、新デザインの警察手帳が使用され始めた。
新デザインの警察手帳は、2002年7月5日に公布された『警察手帳規則の一部を改正する規則』により、アメリカ合衆国の警察の「バッジケース」に倣い、手帳機能をなくして身分証機能のみに特化した。手帳表面に文字やマークは一切無く、内部の恒久用紙とメモ帳も廃止されることとなった。手帳としての機能は従前から、警察内でもあまり使用されていなかったという事情があるという。
デザイン
手帳を開くと、上面に冬用制服を着装、脱帽で識別章が見える上半身の写真を貼付または印刷し、階級・氏名などを日本語、英語で併記、更に証票番号（職員番号）を明記し、ホログラム表示された直径29ミリの旭日章を貼付したプラスチック製カード型身分証票などが配されている。
下面には、金属製の記章（バッジ。逆三角形に近い輪郭、上部にスクロール入り「英語: POLICE」のアルファベット、下部に警察庁・皇宮警察・都道府県警察の名称、中央に後光を放つ旭日章。色は金色と銀色のツートーン）が配されることとなった。
開陳が容易になることで、身分を証明する証票部分を呈示し易くなった。表紙に警察官であることを示す文字がなくなったため、警察官である事を証明するには表紙を開いて中を提示する必要があり、同時に自身の階級・氏名も提示しなければならなくなった。もっとも、アメリカの警察と違い、バッジには個人番号は入れられていない。
なお、あまり知られていない手帳本体の機能としては、上面部分に証票入れの他、名刺入れが装備されている（最低1枚名刺を入れておかなければいけない）。
形状・サイズ
手帳外被はドラマや映画等では黒であるが、実際の物は濃い焦茶色（チョコレート色）で、革製である。縦約11センチ、横約7センチのサイズである。汚損防止にビニールカバーが嵌められている場合もある。なお、この形状変更に伴い、被指定者に交付されて手帳に貼られた「司法警察員の証」を廃止した県警が多数ある。
その他
また、交通巡視員および西日本の一部の警察本部の少年補導員にも同様式の少年補導員、交通巡視員手帳の貸与が規定されているが、司法警察職員である警察官が所持する警察手帳と区別するため、記章装着部分の上部に、『交通巡視員』若しくは『少年補導員』の文字を金色にて表示している。
なお、身分証は階級が変わらない限り更新されないので（これは旧形式当時からである）、昇任試験を受けなかったり、受験しても不合格だったりすると、いつまでも交付当時（最低階級で巡査長・この階級は余程のことがない限り、誰でも勤続11年目でほぼ自動的に昇格する）の証明写真のままである。

## 取扱いに関する注意事項および違反行為
- 警察手帳は、職務中の警察官すべてが常時携帯しておくものであり、制服勤務の者はもちろんのこと、私服勤務の者でも必ず携帯していなくてはならない。紛失した場合は「戒告」となるなど厳重な処分が下される。失くさないように茄子鐶（なすかん。留め金具の一種）付きの紐が付けられており、これを衣服の一部に留めておけば取り落としても紐でぶら下がり、すぐに分かるようになっている。また公務執行時に身分を示す必要のある場合か、市民から提示を要求された場合以外には、出して見せたりなどしてはならない。他人への貸与も厳禁で、発覚した場合はやはり厳重な処分を受ける。
- 外革、表紙にシールなどを貼ってはならない。
- 警察本部や検察庁など、私服勤務員が通行証を着装している施設内では通行証を貸与されていない警察官は、手帳を折り返して記章部分のみを露出させることでこれに代えることがある。